# Alberto Costa (vescovo)
Alberto Costa (Santa Croce di Zibello, 15 marzo 1873 – Lecce, 2 agosto 1950) è stato un vescovo cattolico italiano.

## Biografia
Nacque in provincia di Parma in località Santa Croce nel comune di Zibello, oggi diventata frazione del comune di Polesine Zibello, in una famiglia contadina, da Giovanni e Angela Bonelli.
Entrò in seminario nel 1885 e il 19 settembre 1896 fu ordinato sacerdote dal vescovo di Fidenza Giovanni Battista Tescari.
Inizialmente nominato curato a Castellina ricoprì anche l'incarico di docente di lettere e latino in seminario. Giornalista e scrittore fu tra i fondatori nel 1899 del settimanale diocesano Il Risveglio.
Nel 1907, dopo la morte del vescovo Pietro Terroni, venne nominato vicario capitolare e, in seguito, vicario generale del vescovo Leonida Mapelli.
Nel 1908 papa Pio X lo volle tra i suoi camerieri segreti e il 4 gennaio 1912 lo elesse vescovo di Melfi e Rapolla che, il 30 aprile 1924, ebbe unita in persona episcopi la diocesi di Venosa.
Fu consacrato il 28 aprile 1912 nel duomo di Fidenza dal vescovo Leonida Mapelli assistito da Andrea Righetti, vescovo di Carpi, e da Angelo Antonio Fiorini, vescovo di Pontremoli. All'epoca, con i suoi 39 anni, fu il vescovo più giovane d'Italia.
Nel 1919 venne inviato dalla Santa Sede a San Giovanni Rotondo per verificare la situazione nei confronti dell'allora trentaduenne Padre Pio da Pietrelcina. Scrisse per primo della santità di Padre Pio e a seguito del loro incontro divennero amici.
Il 7 dicembre 1928 venne trasferito alla diocesi di Lecce, dove entrò il 30 giugno 1929, succedendo al vescovo Gennaro Trama.
Nel 1937 papa Pio XI lo nominò vescovo assistente al Soglio Pontificio e conte palatino.
Già in precarie condizioni di salute durante periodo bellico, morì a Lecce il 2 agosto 1950, all'età di 77 anni. Venne sepolto nel duomo di Lecce.

### Particolarità
- Per il suo carattere semplice ed umile quando venne nominato vescovo di Lecce prese possesso della diocesi con tre giorni di anticipo sulla data della cerimonia, che era stata fissata ufficialmente per il 3 luglio, in modo da evitarsi i festeggiamenti che gli erano stati preparati.[1]
- Nel corso del suo episcopato a Lecce vennero canonizzati Pompilio Maria Pirrotti, il 19 marzo 1934, sepolto a Campi Salentina, e Bernardino Realino, il 22 giugno 1947, sepolto a Lecce.[1][2]

## Genealogia episcopale
La genealogia episcopale è:
- Cardinale Scipione Rebiba
- Cardinale Giulio Antonio Santori
- Cardinale Girolamo Bernerio, O.P.
- Arcivescovo Galeazzo Sanvitale
- Cardinale Ludovico Ludovisi
- Cardinale Luigi Caetani
- Cardinale Ulderico Carpegna
- Cardinale Paluzzo Paluzzi Altieri degli Albertoni
- Papa Benedetto XIII
- Papa Benedetto XIV
- Papa Clemente XIII
- Cardinale Marcantonio Colonna
- Cardinale Giacinto Sigismondo Gerdil, B.
- Cardinale Giulio Maria della Somaglia
- Cardinale Carlo Odescalchi, S.I.
- Cardinale Costantino Patrizi Naro
- Cardinale Lucido Maria Parocchi
- Cardinale Andrea Carlo Ferrari
- Vescovo Leonida Mapelli
- Vescovo Alberto Costa